# Cloruro rameoso
Il cloruro rameoso è il sale di rame(I) dell'acido cloridrico, di formula CuCl.
A temperatura ambiente si presenta come un solido da bianco a grigio inodore. È un composto nocivo, pericoloso per l'ambiente.
In natura esiste come nantokite, un minerale raro.

## Sintesi
Il cloruro rameoso è prodotto industrialmente direttamente a partire da rame e cloro:
2 Cu + Cl2 → 2 CuCl
In laboratorio, Il cloruro rameoso può essere preparato dalla riduzione di sali di rame (II) come il solfato rameico o cloruro rameico usando anidride solforosa, sodio bisolfito (NaHSO3), sodio metabisolfito o rame metallico.
2 CuCl2 + H2O + SO32- ---> 2CuCl + SO42- + 2Cl- + 2H+
CuCl2 + Cu ---> 2CuCl
CuCl2 + CuSO4 + SO2 + 2H2O ---> 2CuCl + 2H2SO4
2CuSO4 + 2NaCl + SO2 + 2H2O ---> 2CuCl + 2H2SO4 + Na2SO4
Il solido bianco precipita dalla soluzione. Stando in aria umida, campioni di CuCl diventano verdi per la formazione di ossicloruro di rame Cu2(OH)3Cl.
L'ossicloruro di rame non ha una formula definita, ma i rapporti con cui si combinano i tre gruppi (Cu2+, Cl- e OH-) dipendono dalle quantità e dalle condizioni in cui si trovano (eccesso di uno o dell'altro ecc...).